# Curt Gagel
Curt Friedrich August Wilhelm Gagel (* 7. Februar 1865 in Heiligenbeil in Ostpreußen; † 22. Januar 1927 in Lüneburg) war ein deutscher Geologe.

## Leben
Curt Gagel, der Sohn eines Kaufmanns war, studierte an der Universität Königsberg, wo er 1890 mit dem Thema Die Brachiopoden der cambrischen und silurischen Geschiebe im Diluvium der Provinzen Ost- und Westpreußen promovierte. Während seines Studiums wurde er 1884 Mitglied der Königsberger Burschenschaft Gothia. Anschließend war er in der Bodenkundlichen Abteilung der Preußischen Geologischen Landesanstalt in Berlin tätig, und zwar zunächst als Bezirksgeologe und dann als Landesgeologe. 1903–1907 führte er geologische Studien durch, unter anderem auch über Madeira. Im Ersten Weltkrieg war er als Kriegsgeologe an der Ostfront eingesetzt. 1924 wurde er Abteilungsdirektor der Sammlungen der Preußischen Geologischen Landesanstalt. In den Jahren danach führte er über 50 Kartierungen auf Messtischblättern durch. 1925 fertigte er eine Studie über La Gomera an. Gagel erbte später die Kalkwerke in Lüneburg. Er übernahm deren Leitung und befasste sich mit der Melioration des Erdbodens.
Curt Gagel starb, zwei Wochen vor seinem 62. Geburtstag, im Jahr 1927 in Lüneburg und wurde auf dem St.-Annen-Kirchhof in Berlin-Dahlem beigesetzt. Das Grab ist nicht erhalten.

## Schriften
- Über die geologischen Verhältnisse der Gegend von Ratzeburg und Mölln, Jahrbuch Kgl. Preuß. Geolog. Landesanstalt für 1903, Berlin 1904, S. 61–90
- Die Entstehung des Travetales. Ein Beitrag zur Frage der Talbildung und der postglazialen Landsenkungen, Jahrbuch Kgl. Preuß. Geolog. Landesanstalt 31, 1911,
- Die mittelatlantischen Vukaninseln, 1910, 32 Seiten.
- Beiträge zur Geologie von Kaiser-Wilhelms-Land. 1912, 55 Seiten.
- Vulkanische Erscheinungen der nordwestafrikanischen Inseln, 1914, 12 Seiten.
- Erdbebenwirkungen, 1919, 6 Seiten.
- Geologische Karte von Preußen und benachbarten Bundesstaaten, 1919, 34 Seiten.
- Die Bedeutung des Kalkes für die Landwirtschaft und die für diese in Betracht kommenden Industrien, 1923
- Westbaltisches Alttertiär, 1925, 14 Seiten.